# محمد علي أبو بكر المشهور
محمد علي ابوبكر المشهور برلماني يمني، عضو في مجلس النواب، عن الدورة البرلمانية 2003-2009 والكتلة البرلمانية لنواب حزب المؤتمر الشعبي العام عن الدائرة الانتخابية رقم (123) بمحافظة أبين.

## فترة المجلس
باتفاق عرف بأسم «إتفاق فبراير » تمددت فترة المجلس لمدة عامين، وبقيام ثورة الشباب اليمنية لم تُجرَ الانتخابات، وبحسب إتفاق المبادرة الخليجية تمددت لمدة عامين آخرين حتى 2013 .